# Ramal Monte Águila-Polcura
El Ramal Monte Águila-Polcura fue una vía ferroviaria chilena que conectaba las comunas de Cabrero y Tucapel, en la Provincia de Biobío, atravesando también por la comuna de Yungay, en la Provincia de Ñuble. Los principales pueblos que unía son Monte Águila, en Cabrero, Cholguan en Yungay, y Polcura, en Tucapel. Aunque se planteó en sus inicios como un ferrocarril trasandino por Antuco, la idea no prosperó, materializándose solo hasta Polcura. Con los años pierde utilidad debido a la competencia del transporte por carretera, y cae en el abandono, lo que desemboca en el robo y destrucción de casi todos los elementos que lo componían. Formó parte de la Red Sur de la Empresa de los Ferrocarriles del Estado, hasta que en 2005 se decreta oficialmente su levante y venta de terrenos.

## Historia
En 1903, el gobierno autoriza al uruguayo Justino J. Beláustegui a construir un ambicioso proyecto de ferrocarril trasandino, que uniría importantes ciudades de las provincias de Bío-Bío y Ñuble con la ciudad de Zapala, Provincia del Neuquén, en Argentina. Para ello formó la empresa «Ferrocarril Transandino por Antuco» y se adoptó la trocha métrica, es decir, de un metro de ancho.
En diciembre de 1905 se completa el primer tramo, entre Monte Águila y Cholguán. Más tarde, por decreto N° 2.315 del Ministerio de Industrias y Obras Públicas del 15 de septiembre de 1906, se abrió al uso la vía hasta Huépil. Finalmente, por decreto N° 698 del Ministerio de Industrias y Obras Públicas del 15 de diciembre de 1911, se autoriza la explotación hasta el kilómetro 76, aún muy distante de la frontera. Sin embargo, la construcción de la vía no avanzó, por el contrario, se retrajo hasta el km 72,5 en la estación Polcura, y el sueño del trasandino nunca se retomó. 
A pesar de este aparente fracaso, el ferrocarril significó un importante progreso en las comunicaciones, tanto así que en torno a sus estaciones se fundaron diversos pueblos homónimos, como Huépil, Polcura, entre otros. Su propiedad fue privada hasta el año 1943, cuando es expropiado por el estado. Durante décadas tuvo relevancia el transporte de maderas nativas, recurso que fue sobreexplotado hasta su desaparición en la década de 1980. También en esos años, aparecen buses rurales para el transporte de pasajeros, ofeciendo un viaje más barato que el tren. 
Debido a la falta de carga y la competencia de los buses, poco a poco el ramal cae en desuso, siendo presa de abundantes robos y vandalismo, dejando sus edificios en ruinas y su trazado casi inexistente. Finalmente, en 2005 la Empresa de los Ferrocarriles del Estado anuncia la venta de los materiales y terrenos de éste y otros ramales de la Red Sur.

## Itinerarios
Hacia 1972 los itinerarios eran los siguientes:
Monte Águila - Polcura
- Buscarril 65 - Jueves y Sábado (diario en verano) - Sale 7:30 - Llega 9.15
- Buscarril 67 - Lunes, Miércoles y Viernes (en verano también Domingos) - Sale 16.45 - Llega 18:30
- Tren Mixto 139 - Diario - Sale 11:45 - Llega 14:30

Polcura - Monte Águila
- Tren Mixto 138 - Diario - Sale 7:30 - Llega 10:20
- Buscarril 66 - Jueves y Sábado (diario en verano) - Sale 13:30 - Llega 15.25
- Buscarril 68 - Lunes, Miércoles y Viernes (en verano también Domingos) - Sale 20:45 - Llega 22:30